# Иди из живота мога
Иди из живота мога је назив четвртог студијског албум Индире Радић. Индира је крајем 1994. напустила кућу Јужни ветар, за коју је радила још од 1991. године, и нови албум издала за ПГП РТС. Због бројних приватних проблема Радићеве, овај албум није имао одговарајућу промоцију. Ипак, то није спречило да песме Иди из живота мога и Све да волим она ме учила буду веома слушане. Ова друга била је изразито националистичка, а Индира је 2005. објаснила да је та песма имала своју намену, због које се и нашла на албуму. Певачица је, наиме, у Србији наилазила на заједљиве коментаре и неприлике због свог имена, које је често категорисано као муслиманско, а не индијско. Рекла је да је песмом желела да каже ко је.

## Песме
На албуму се налазе следеће песме: